# Lytta crotchii
Lytta crotchii is een keversoort uit de familie van oliekevers (Meloidae). De wetenschappelijke naam van de soort is voor het eerst geldig gepubliceerd in 1874 door Horn.